# Demografía de Palestina
Este artículo trata sobre las características demográficas de la población del Estado de Palestina e incluye información sobre su etnia, nivel educativo, estatus económico, creencia religiosa y otros aspectos relevantes. También se analizan diversos cálculos sobre el número total de palestinos, incluyendo tanto a los que viven en la propia Palestina como a aquellos que se han establecido en otros países.

## Estado de Palestina

### Datos de población global
Las cifras de la Oficina Central de Estadísticas de Palestina para 2017 establecían el número total de habitantes del Estado de Palestina en 4.952.168, de los que 3.008.770 residen en Cisjordania (incluido Jerusalén Este) y 1.943.398 viven en la Franja de Gaza. Según el CIA World Factbook, la población de Cisjordania a mediados de 2018 era de 2.798.494 habitantes, mientras que para la Franja de Gaza aportaba la cifra de 1.836.713. Esta misma fuente afirma que, a fecha de julio de 2017, hay 391.000 colonos judíos viviendo en Cisjordania, aunque no aclara si estas cifras se hallan ya incluidas en los datos totales aportados para Cisjordania. La Oficina Central de Estadísticas de Israel emitió un comunicado con ocasión del Día de Jerusalén de 2017 en el que cifraba la población palestina de la ciudad en 323.700 personas, a las que habría que sumar 201.200 colonos judíos residentes también en Jerusalén Este.
La Oficina Central de Estadísticas de Palestina (PCBS en sus siglas inglesas) calcula que la población palestina en los estados de Israel y Palestina era de 6,08 millones de personas en 2014. Las estadísticas israelíes llegan a una cifra similar, aportando el dato de 1.719.000 ciudadanos árabes en Israel (incluidos 140.000 drusos y otros grupos étnicos que, si bien hablan árabe, no se autodefinen como palestinos o árabes), 2.754.000 palestinos en Cisjordania y 1.730.000 palestinos en la Franja de Gaza, lo que suma un total de 6,2 millones. 
A mediados del año 2009, el pueblo palestino se calculó en 10,7 millones de personas divididas de la siguiente manera: 3,9 millones en el Estado de Palestina (36,6%), 1,2 millones en Israel (11,5%), 5 millones en países árabes (46,2%) y 600.000 en otros países no árabes (5,7%). 
Según un artículo en The Guardian de 2008, usando datos del PCBS, el Estado de Palestina tiene una de las poblaciones con mayor tasa de crecimiento del mundo, con unas cifras que se habían incrementado un 30% en los diez años anteriores. La población conjunta de Cisjordania, Jerusalén Este y la Franja de Gaza era de 3,76 millones de habitantes en 2008, mientras que una década antes era de 2,89 millones. Según el US Census, el crecimiento de la población en la Franja de Gaza y Cisjordania entre 1990 y 2008 alcanzó un 106%, pasando de 1,9 millones a 3,9 millones. 
Los datos de las Naciones Unidas señalaban que la población del Estado de Palestina era de 4,4 millones de personas en 2010. Según el PCBS, la densidad de población en 2009 era de 654 personas por kilómetro cuadrado, con una importantísima brecha entre Cisjordania y Jerusalén Este, con 433 pers/km², y la Franja de Gaza, una de las regiones más densamente pobladas del mundo, con 4.073 pers/km². Más de dos quintas partes de la población (41,9%) eran menores de 15 años, mientras que tan solo el 3% superaban los 65 años.
| Población del Estado de Palestina (2017) | Población del Estado de Palestina (2017) |
| ---------------------------------------- | ---------------------------------------- |
| Cisjordania                              | 3.393.770                                |
| Jerusalén Este                           | 524.900                                  |
| Franja de Gaza                           | 1.943.398                                |
| Total                                    | 5.538.368                                |

| Densidad de población del Estado de Palestina (2009) | Densidad de población del Estado de Palestina (2009) |
| ---------------------------------------------------- | ---------------------------------------------------- |
| Cisjordania (incluido Jerusalén Este)                | 433                                                  |
| Franja de Gaza                                       | 4.073                                                |
| Total                                                | 654                                                  |

| Evolución demográfica del Estado de Palestina (por años) | Evolución demográfica del Estado de Palestina (por años) | Evolución demográfica del Estado de Palestina (por años) |
| -------------------------------------------------------- | -------------------------------------------------------- | -------------------------------------------------------- |
| Año                                                      | Población                                                | Variación                                                |
| 1997                                                     | 2.783.084                                                |                                                          |
| 1998                                                     | 2.871.568                                                | +3,18%                                                   |
| 1999                                                     | 2.962.226                                                | +3,16%                                                   |
| 2000                                                     | 3.053.335                                                | +3,08%                                                   |
| 2001                                                     | 3.138.471                                                | +2,79%                                                   |
| 2002                                                     | 3.225.214                                                | +2,76%                                                   |
| 2003                                                     | 3.314.509                                                | +2,77%                                                   |
| 2004                                                     | 3.407.417                                                | +2,80%                                                   |
| 2005                                                     | 3.508.126                                                | +2,96%                                                   |
| 2006                                                     | 3.611.198                                                | +2,94%                                                   |
| 2007                                                     | 3.719.189                                                | +2,99%                                                   |
| 2008                                                     | 3.825.512                                                | +2,86%                                                   |
| 2009                                                     | 3.935.249                                                | +2,87%                                                   |
| 2010                                                     | 4.048.403                                                | +2,88%                                                   |
| 2011                                                     | 4.168.860                                                | +2,98%                                                   |
| 2012                                                     | 4.293.313                                                | +2,99%                                                   |
| 2013                                                     | 4.420.549                                                | +2,96%                                                   |
| 2014                                                     | 4.550.368                                                | +2,94%                                                   |
| 2015                                                     | 4.682.467                                                | +2,90%                                                   |

| Evolución demográfica del Estado de Palestina (por décadas) | Evolución demográfica del Estado de Palestina (por décadas) | Evolución demográfica del Estado de Palestina (por décadas) | Evolución demográfica del Estado de Palestina (por décadas) |
| ----------------------------------------------------------- | ----------------------------------------------------------- | ----------------------------------------------------------- | ----------------------------------------------------------- |
|                                                             | Cisjordania                                                 | Franja de Gaza                                              | Total                                                       |
| 1950                                                        | 771.000                                                     | 245.000                                                     | 1.016.000                                                   |
| 1960                                                        | 805.000                                                     | 308.000                                                     | 1.113.000                                                   |
| 1970                                                        | 690.000                                                     | 340.000                                                     | 1.030.000                                                   |
| 1980                                                        | 900.000                                                     | 460.000                                                     | 1.360.000                                                   |
| 1990                                                        | 1.250.000                                                   | 650.000                                                     | 1.900.000                                                   |
| 2000                                                        | 1.980.000                                                   | 1.130.000                                                   | 3.110.000                                                   |
| 2010                                                        | 2.520.000                                                   | 1.600.000                                                   | 4.120.000                                                   |
| 2017                                                        | 3.008.770                                                   | 1.943.398                                                   | 4.952.168                                                   |

#### Cálculos de la ONU
| Periodo | Nacimientos anuales | Muertes anuales | Cambio natural anual | TBN  | TBM  | CN   | TF   | TMI   |
| --- | ------------------- | --------------- | -------------------- | ---- | ---- | ---- | ---- | ----- |
| 1950-1955 | 44.000              | 19.000          | 25.000               | 46,7 | 20,0 | 26,7 | 7,38 | 158,2 |
| 1955-1960 | 49.000              | 19.000          | 30.000               | 46,7 | 18,5 | 28,2 | 7,38 | 147,0 |
| 1960-1965 | 59.000              | 19.000          | 40.000               | 52,5 | 16,8 | 35,7 | 8,00 | 129,9 |
| 1965-1970 | 60.000              | 16.000          | 43.000               | 52,5 | 14,0 | 38,5 | 8,00 | 109,1 |
| 1970-1975 | 60.000              | 14.000          | 46.000               | 46,6 | 11,2 | 35,4 | 7,69 | 89,8  |
| 1975-1980 | 67.000              | 13.000          | 54.000               | 47,8 | 8,9  | 38,9 | 7,50 | 70,6  |
| 1980-1985 | 73.000              | 11.000          | 62.000               | 44,6 | 6,8  | 37,8 | 7,05 | 53,0  |
| 1985-1990 | 83.000              | 11.000          | 72.000               | 45,1 | 5,5  | 39,6 | 6,43 | 40,0  |
| 1990-1995 | 107.000             | 11.000          | 96.000               | 45,6 | 4,8  | 40,8 | 6,59 | 32,9  |
| 1995-2000 | 118.000             | 12.000          | 106.000              | 42,0 | 4,1  | 37,9 | 5,77 | 27,6  |
| 2000-2005 | 122.000             | 13.000          | 109.000              | 39,1 | 3,8  | 35,3 | 5,05 | 24,6  |
| 2005-2010 | 128.000             | 14.000          | 115.000              | 35,9 | 3,6  | 32,3 | 4,65 | 22,2  |
| 2010-2015 | 144.000             | 16.000          | 118.000              |      |      |      | 4,28 |       |
| TBNː tasa bruta de natalidad por cada mil / TBMː tasa bruta de mortalidad por cada mil / CNː cambio natural por cada mil TFː tasa de fertilidad (número de hijos por mujer) / TMIː tasa de mortalidad infantil por cada mil |                     |                 |                      |      |      |      |      |       |

#### Oficina Central de Estadísticas de Palestina
| Datos Vitales                        | Datos Vitales      | Datos Vitales      | Datos Vitales       | Datos Vitales       | Datos Vitales   | Datos Vitales   | Datos Vitales  | Datos Vitales  |
|                                      | Tasa de fertilidad | Tasa de fertilidad | Tasa de nacimientos | Tasa de nacimientos | Tasa de muertes | Tasa de muertes | Cambio natural | Cambio natural |
| ------------------------------------ | ------------------ | ------------------ | ------------------- | ------------------- | --------------- | --------------- | -------------- | -------------- |
|                                      | FG                 | CJ                 | FG                  | CJ                  | FG              | CJ              | FG             | CJ             |
| 1997                                 |                    |                    | 45,4                | 41,2                | 4,7             | 5,1             | 40,7           | 36,1           |
| 2000                                 |                    |                    | 44,5                | 38,8                | 4,3             | 4,6             | 40,2           | 34,2           |
| 2005                                 |                    |                    | 42,2                | 34,5                | 3,9             | 4,1             | 39,3           | 30,4           |
| 2009                                 |                    |                    | 36,9                | 30,1                | 4,1             | 4,4             | 32,8           | 25,7           |
| 2010                                 | 4,9                | 3,8                | 37,1                | 30,1                | 4,0             | 4,2             | 33,1           | 25,9           |
| 2011                                 |                    |                    | 37,2                | 30,1                | 3,9             | 4,1             | 34,3           | 26.0           |
| 2013                                 |                    |                    | 37,1                | 29,7                | 3,7             | 4,0             | 34,4           | 25,7           |
| FGː Franja de Gaza / CJː Cisjordania |                    |                    |                     |                     |                 |                 |                |                |

### Cisjordania

#### Población
A mediados de 2017, el total de la población de Cisjordania es de 3.008.770 habitantes, según las cifras de la Oficina Central de Estadísticas de Palestina. Sin embargo, el CIA World Factbook calcula la población cisjordana en algo menosː 2.747.943 habitantes. Esto supondría que, de ser Cisjordania un estado independiente en lugar de una región del Estado de Palestina, ocuparía el lugar 141 del mundo en términos de población.

#### Religión
Entre el 80 y el 85% de la población cisjordana profesa la religión musulmana, la práctica totalidad de los cuales son suníes. Entre el 12 y el 14% son judíos, y entre el 1 y el 2,5% cristianos (la mayoría de ellos cristianos ortodoxos).

#### Pirámide de población
- De 0 a 14 añosː 36,5%
- De 15 a 24 añosː 21,37%
- De 25 a 54 añosː 34,1%
- De 55 a 64 añosː 4,54%
- De 65 años o mayoresː 3,49%

La edad media de la población cisjordana es de 20,8 años, siendo la de los hombres (20,7) ligeramente inferior a la de las mujeres (21).

#### Tasa de crecimiento
La tasa de crecimiento de la población cisjordana es del 1,8%, lo que la sitúa en el puesto 56 a nivel mundial.

#### Tasa de nacimientos
La tasa de nacimientos en Cisjordania es de 26,3 nacimientos por cada mil personas, colocando a esta región palestina en el puesto 47 a nivel mundial.

#### Tasa de mortalidad
En cuanto a la tasa de mortalidad, en Cisjordania fallecen 3,5 personas por cada mil, lo que la coloca en el puesto 216 a nivel mundial.

#### Población urbana
La tasa de población urbana en el conjunto de Cisjordania y la Franja de Gaza es del 75,7% del total de la población, y su ritmo de crecimiento es del 2,75% anual.

#### División por sexos
La población cisjordana contiene más hombres que mujeres en todas las franjas de edad salvo la más avanzada, en la que las mujeres superan a los hombresː
- Al nacerː 1,06 hombres por cada mujer
- De 0 a 14 añosː 1,05 hombres por cada mujer
- De 15 a 24 añosː 1,04 hombres por cada mujer
- De 25 a 54 añosː 1,03 hombres por cada mujer
- De 55 a 64 añosː 1,06 hombres por cada mujer
- De 65 años en adelanteː 0,73 hombres por cada mujer

#### Tasa de mortalidad en el parto
Un total de 45 mujeres de cada 100.000 que dan a luz fallecen en el alumbramiento. Esta cifra es común a Cisjordania y la Franja de Gaza.

#### Tasa de mortalidad infantil
La tasa general de mortalidad infantil es de 14,6 muertes por cada mil nacimientos, si bien la tasa de mortalidad infantil masculina (16,4 muertes por cada mil nacimientos) es bastante superior a la femenina (12,7 muertes por cada mil nacimientos).

#### Esperanza de vida
La esperanza de vida en Cisjordania es cuatro años superior para las mujeres (77,1 años) en comparación con los hombres (73 años), situándose la media general en 75 años.

#### Tasa de fertilidad
Las mujeres cisjordanas tienen una media de 3,27 hijos por cada madre, lo que coloca a Cisjordania en el puesto 48 a nivel mundial.

#### Datos socioeconómicos
La sociedad cisjordana tiene 1,3 médicos y 1,2 camas de hospital por cada 1000 personas, mientras que solamente el 58,4% tiene acceso a una red de agua potable de calidad (dato compartido con la Franja de Gaza). El gasto total en educación supone el 1,3% del presupuesto general del estado. La tasa de alfabetización es del 96,9% de la población por encima de los 15 años, una cifra algo superior para los hombres (98,6%) que para las mujeres (95,2%). Sin embargo, los años de escolarización son más para las mujeres (14 años) que para los hombres (12 años). Por último, la sociedad cisjordana muestra una elevada tasa de desempleo entre los jóvenes de 15 a 24 añosː un 41%, que afecta mucho más a las mujeres (64,7%) que a los hombres (37%). Estas cifras engloban a todo el Estado de Palestina y lo sitúan como el decimoquinto país con mayor desempleo juvenil del mundo.

### Franja de Gaza

#### Población
En la Franja de Gaza vivían 1.943.398 personas en julio de 2017, según las cifras de la Oficina Central de Estadísticas de Palestina. Por otro lado, el CIA World Factbook ofrece una cifra inferior para la población gazatíː 1.795.183 habitantes. La Franja de Gaza ocuparía el lugar 151 del mundo en términos de población si fuese un estado independiente.

#### Religión
Entre el 98 y el 99% de la población de la Franja de Gaza es musulmana, y más concretamente suní. Apenas un 1% de los gazatíes son cristianos, y un porcentaje menor aún profesa otra religión o no se adscribe a ninguna.

#### Pirámide de población
- De 0 a 14 añosː 44,78%
- De 15 a 24 añosː 21,25%
- De 25 a 54 añosː 28,02%
- De 55 a 64 añosː 3,4%
- De 65 años o mayoresː 2,54%

La edad media de la población gazatí es de 16,9 años, siendo la de los hombres (16,6) inferior a la de las mujeres (17,2).

#### Tasa de crecimiento
La tasa de crecimiento de la población gazatí es del 2,3%, lo que la sitúa en el puesto 33 a nivel mundial.

#### Tasa de nacimientos
La tasa de nacimientos en la Franja de Gaza es de 31,4 nacimientos por cada mil personas, colocando a esta región palestina en el puesto 34 a nivel mundial.

#### Tasa de mortalidad
En cuanto a la tasa de mortalidad, en la Franja de Gaza fallecen 3,1 personas por cada mil, lo que la coloca en el puesto 222 a nivel mundial.

#### Población urbana
La tasa de población urbana en el conjunto de Cisjordania y la Franja de Gaza es del 75,7% del total de la población, y su ritmo de crecimiento es del 2,75% anual.

#### División por sexos
Con datos de 2016, la distribución por sexos de la población gazatí era de 1,02 hombres por cada mujer, distribuida de la siguiente maneraː
- Al nacerː 1,06 hombres por cada mujer
- De 0 a 14 añosː 1,05 hombres por cada mujer
- De 15 a 24 añosː 1,01 hombres por cada mujer
- De 25 a 54 añosː 0,96 hombres por cada mujer
- De 55 a 64 añosː 1,10 hombres por cada mujer
- De 65 años en adelanteː 0,71 hombres por cada mujer

#### Tasa de mortalidad en el parto
Un total de 45 mujeres de cada 100.000 que dan a luz fallecen en el alumbramiento. Esta cifra es común a Cisjordania y la Franja de Gaza.

#### Tasa de mortalidad infantil
La tasa general de mortalidad infantil es de 17,1 muertes por cada mil nacimientos, si bien la tasa de mortalidad infantil masculina (18,2 muertes por cada mil nacimientos) es bastante superior a la femenina (15,9 muertes por cada mil nacimientos), un rasgo que comparten con Cisjordania.

#### Esperanza de vida
La esperanza de vida en la Franja de Gaza es más de tres años superior para las mujeres (75,7 años) en comparación con los hombres (72,3 años), situándose la media general en 73,9 años.

#### Tasa de fertilidad
Las mujeres gazatíes tienen una media de 4,13 hijos por cada madre, lo que coloca a Cisjordania en el puesto 32 a nivel mundial.

#### Datos socioeconómicos
La sociedad gazatí tiene 2,1 médicos y 1,4 camas de hospital por cada 1000 personas, mientras que solamente el 50,7% tiene acceso a una red de agua potable de calidad (dato compartido con Cisjordania). El gasto total en educación supone el 1,3% del presupuesto general del estado. La tasa de alfabetización es del 96,9% de la población por encima de los 15 años, una cifra algo superior para los hombres (98,6%) que para las mujeres (95,2%). Sin embargo, los años de escolarización son más para las mujeres (14 años) que para los hombres (12 años). Por último, la sociedad gazatí, como la cisjordana, muestra una elevada tasa de desempleo entre los jóvenes de 15 a 24 añosː un 40,7%, que afecta mucho más a las mujeres (60,8%) que a los hombres (36,4%). Estas cifras engloban a todo el Estado de Palestina y lo sitúan como el decimoquinto país con mayor desempleo juvenil del mundo.

### Ciudades y gobernaciones más pobladas
Según los cálculos estimados de la Oficina Central de Estadísticas de Palestina, estas eran las diez gobernaciones más pobladas de Palestina a mediados de 2016ː 
| Gobernación                      | Región         | Población |
| -------------------------------- | -------------- | --------- |
| Gobernación de Hebrón            | Cisjordania    | 729.194   |
| Gobernación de Gaza              | Franja de Gaza | 645.204   |
| Gobernación de Jerusalén         | Cisjordania    | 426.533   |
| Gobernación de Nablus            | Cisjordania    | 389.329   |
| Gobernación de Gaza del Norte    | Franja de Gaza | 377.126   |
| Gobernación de Ramala y Al Bireh | Cisjordania    | 357.969   |
| Gobernación de Jan Yunis         | Franja de Gaza | 351.934   |
| Gobernación de Yenín             | Cisjordania    | 318.958   |
| Gobernación de Deir el-Balah     | Franja de Gaza | 273.381   |
| Gobernación de Rafah             | Franja de Gaza | 233.490   |

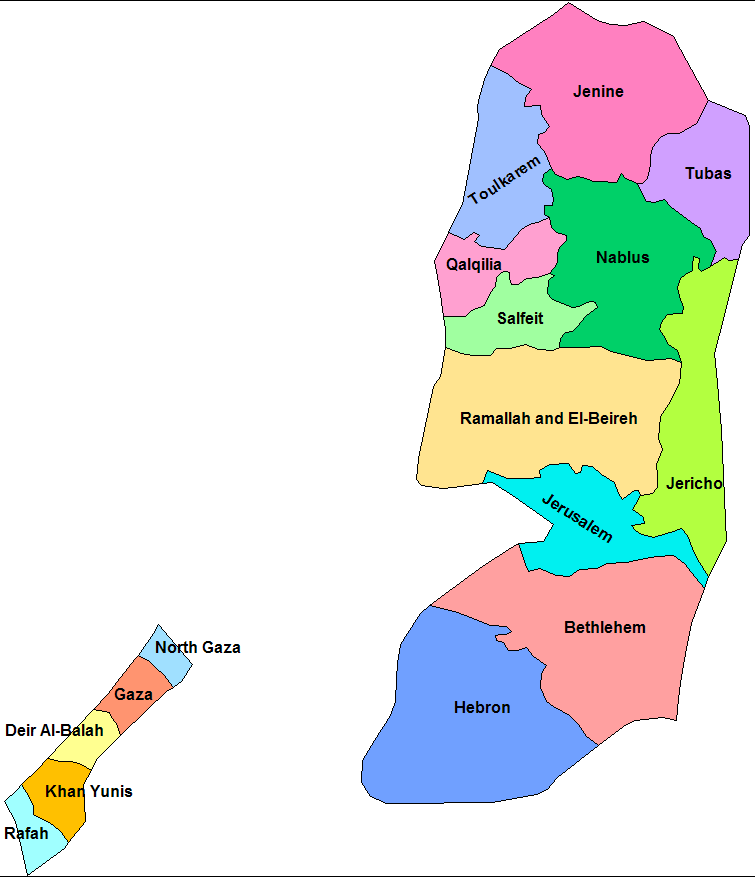
Mapa de las gobernaciones palestinas

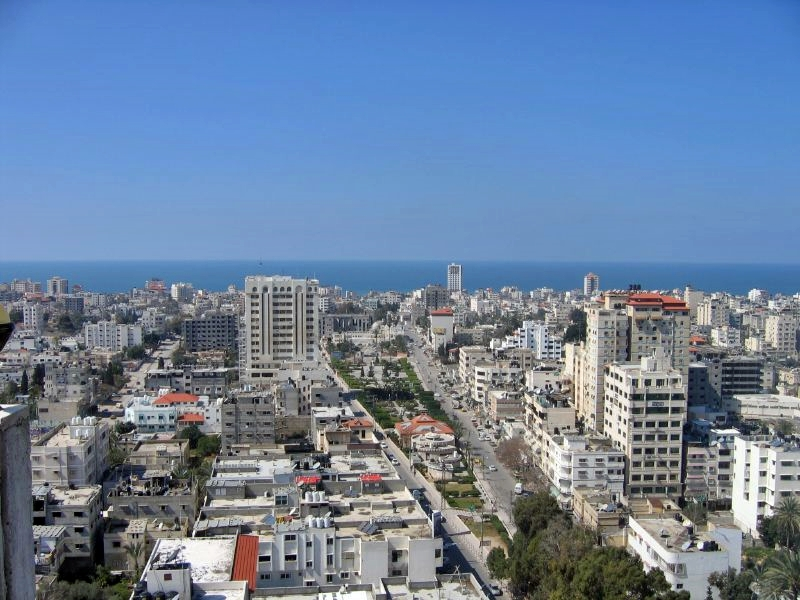
Gaza, la ciudad más poblada de Palestina

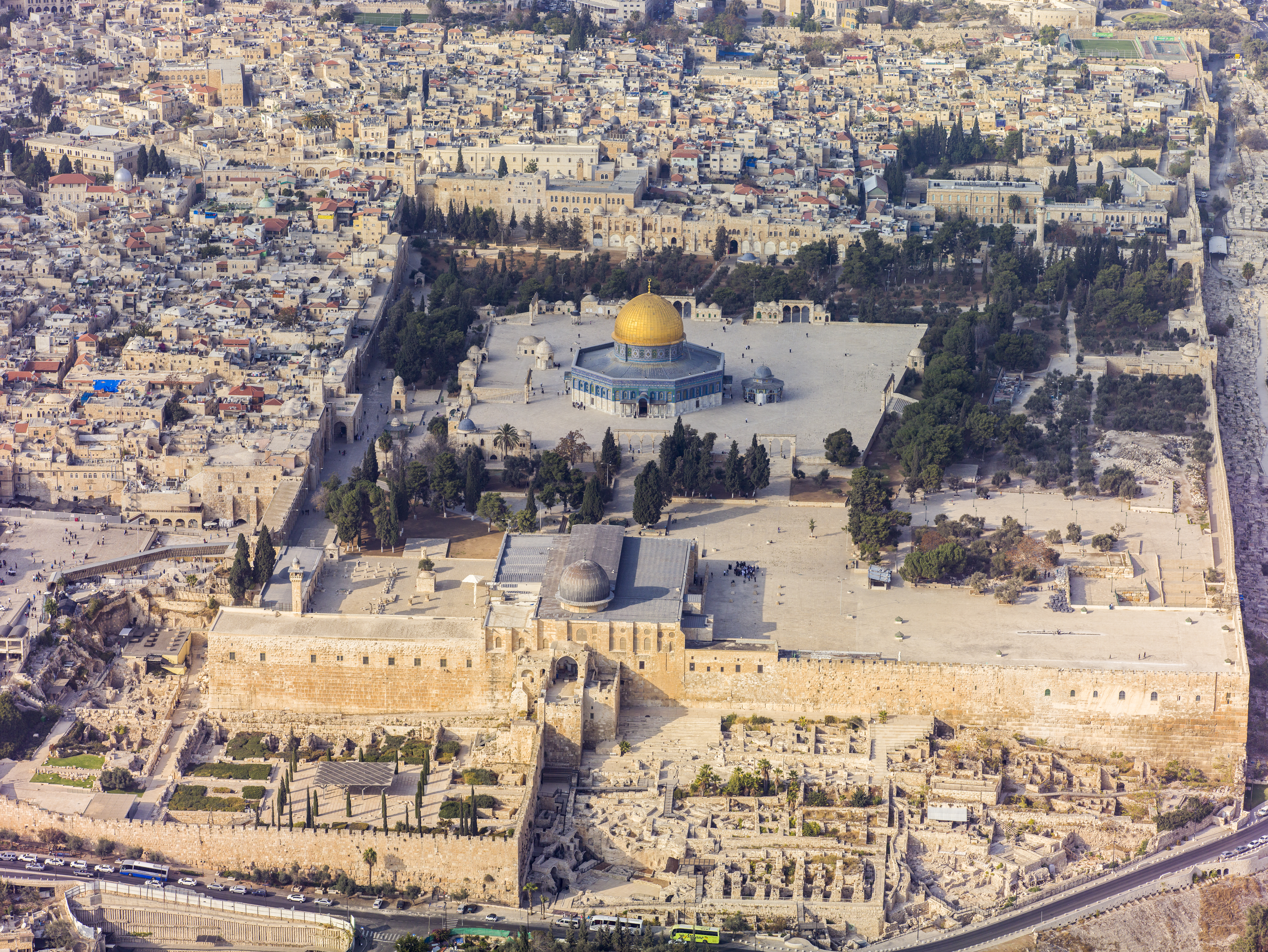
Cúpula de la Roca, Mezquita de Al-Aqsa, excavaciones del Templo de Salomón y parte de la Ciudad vieja de Jerusalén en Jerusalén Este, segunda ciudad más poblada de Palestina

Por su parte, y según este mismo organismo, las ciudades más pobladas del Estado de Palestina son, a mediados de 2020ː
| Posición | Ciudad                  | Gobernación                      | Región         | Población |
| -------- | ----------------------- | -------------------------------- | -------------- | --------- |
| 1        | Gaza                    | Gobernación de Gaza              | Franja de Gaza | 629.723   |
| 2        | Jerusalén Este          | Gobernación de Jerusalén         | Cisjordania    | 297.883   |
| 3        | Jan Yunis               | Gobernación de Jan Yunis         | Franja de Gaza | 222.251   |
| 4        | Hebrón                  | Gobernación de Hebrón            | Cisjordania    | 215.571   |
| 5        | Jabalia                 | Gobernación de Gaza del Norte    | Franja de Gaza | 188.842   |
| 6        | Rafah                   | Gobernación de Rafah             | Franja de Gaza | 185.735   |
| 7        | Nablus                  | Gobernación de Nablus            | Cisjordania    | 164.758   |
| 8        | Beit Lahia              | Gobernación de Gaza del Norte    | Franja de Gaza | 98.233    |
| 9        | Campamento de Nuseirat  | Gobernación de Deir al Balah     | Franja de Gaza | 93.273    |
| 10       | Deir al Balah           | Gobernación de Deir al Balah     | Franja de Gaza | 80.924    |
| 11       | Yatta                   | Gobernación de Hebrón            | Cisjordania    | 68.094    |
| 12       | Tulkarem                | Gobernación de Tulkarem          | Cisjordania    | 67.497    |
| 13       | Beit Hanun              | Gobernación de Gaza del Norte    | Franja de Gaza | 57.188    |
| 14       | Kalkilia                | Gobernación de Kalkilia          | Cisjordania    | 54.737    |
| 15       | Campamento de Jabalia   | Gobernación de Gaza del Norte    | Franja de Gaza | 54.084    |
| 16       | Yenín                   | Gobernación de Yenín             | Cisjordania    | 52.632    |
| 17       | Al Bireh                | Gobernación de Ramala y Al Bireh | Cisjordania    | 48.625    |
| 18       | Campamento de Bureij    | Gobernación de Deir al Balah     | Franja de Gaza | 46.869    |
| 19       | Bani Suheila            | Gobernación de Jan Yunis         | Franja de Gaza | 44.899    |
| 20       | Campamento de Jan Yunis | Gobernación de Jan Yunis         | Franja de Gaza | 44.620    |
| 21       | Campamento de Shati     | Gobernación de Gaza              | Franja de Gaza | 43.441    |
| 22       | Dura                    | Gobernación de Hebrón            | Cisjordania    | 42.174    |
| 23       | Ramala                  | Gobernación de Ramala y Al Bireh | Cisjordania    | 41.246    |
| 24       | Campamento de Rafah     | Gobernación de Rafah             | Franja de Gaza | 39.492    |
| 25       | Ad-Dahiriya             | Gobernación de Hebrón            | Cisjordania    | 38.516    |
| 26       | Belén                   | Gobernación de Belén             | Cisjordania    | 30.233    |

## Pueblo palestino
La Oficina Central de Estadísticas de Palestina (PCBS) anunció el 20 de octubre de 2004 que el número de palestinos en todo el mundo a fines de 2003 era de 9,6 millones, lo que representa un incremento de 800.000 desde 2001. A mediados de 2009, el pueblo palestino estaba formado por 10.738.051 personas, de las que 3.935.249 (el 36,6%) vivían en el Estado de Palestina, 1.231.061 en Israel (el 11,5%), 4.960.234 (el 46,2%) en otros países árabes y otros 611.507 (5,7%) en países no árabes. A finales de 2015, la PCBS cifraba en 12,37 millones el número de palestinos viviendo tanto en la Palestina histórica como en la diáspora.
Aunque la mayor comunidad individual de palestinos se encuentra en territorios que formaron parte del Mandato británico de Palestina (es decir, el Estado de Palestina e Israel), más de la mitad de los palestinos vive en otros lugares. La ausencia de censos hace muy difícil establecer datos de población. Según las cifras aportadas más abajo, el pueblo palestino se distribuye de la siguiente manera a lo largo del mundoː
| País                   | Población palestina |
| ---------------------- | ------------------- |
| Palestina              | 3.935.249           |
| Jordania               | 3.000.000           |
| Israel                 | 2.037.000           |
| Siria                  | 630.035             |
| Líbano                 | 504.376             |
| Chile                  | 500.000             |
| Egipto                 | 50.000 - 80.000     |
| Kuwait                 | 360.000             |
| Catar                  | 301.000             |
| Honduras               | 270.000             |
| Arabia Saudí           | 240.000 - 407.000   |
| Alemania               | 200.000             |
| Colombia               | 100.000-120.000     |
| Brasil                 | 100.000             |
| Emiratos Árabes Unidos | 92.000              |
| El Salvador            | 90.000              |
| Estados Unidos         | 85.186              |
| Perú                   | 70.000              |
| Libia                  | 60.000              |
| Venezuela              | 50.000              |
| Eritrea                | 38.000              |
| Bolivia                | 38.000              |
| Canadá                 | 31.245              |
| Yemen                  | 30.000              |
| Francia                | 25.000              |
| Reino Unido            | 20.000              |
| Dinamarca              | 20.000              |
| Suecia                 | 15.000-18.000       |
| México                 | 13.000              |
| República Dominicana   | 12.000              |
| Ecuador                | 11.000              |
| Guatemala              | 10.800              |
| Cuba                   | 10.000              |
| Irak                   | 10.000 - 50.000     |
| Panamá                 | 8.100               |
| Uruguay                | 5.000               |
| Argentina              | 1.100               |

Por otro lado, según las estimaciones de la Sociedad Académica Palestina para el Estudio de Asuntos Internacionales, la distribución mundial de los palestinos en 2001 era la siguiente:
| País o Región                   | Población |
| Cisjordania y la Franja de Gaza | 5.000.000 |
| Israel (ver nota más abajo)     | 1.500.000 |
| Jordania                        | 3.598.000 |
| Líbano                          | 588.000   |
| Siria                           | 495.000   |
| Arabia Saudí                    | 287.000   |
| Países del Golfo                | 352.000   |
| Egipto                          | 88.000    |
| Otros países árabes             | 613.000   |
| Continente americano            | 3.216.000 |
| Otros países                    | 1.275.000 |

- Nota: Es posible que la población palestina de Jerusalén Este, estimada en 200.000, haya sido contada tanto como parte de "Cisjordania y la Franja de Gaza" como de "Israel", creando, por tanto una duplicación.

### Oriente Medio
La enorme proporción de palestinos viviendo en países limítrofes del antiguo Mandato británico de Palestina (Jordania, Líbano, Siria y Egipto) tiene su raíz en la Nakba, la expulsión o huida de unos 700.000 palestinos ante el avance de las tropas judías durante la guerra árabe-israelí de 1948. A la conclusión de dicho conflicto, Israel negó a estos refugiados palestinos el derecho de retorno a sus hogares y se apropió de todas sus tierras y propiedades, por lo que cientos de miles de palestinos hubieron de asentarse en campamentos de refugiados o en las propias ciudades de los países vecinos, donde siguen viviendo a día de hoy. 
A fecha de 2009, según los datos de la Oficina Central de Estadísticas de Palestina (PCBS), el 46,2% del pueblo palestino vivía en otros países árabes, lo que suponía un total de 4 960 234 personas. Jordania es el único país del mundo que ha naturalizado por completo a sus habitantes de origen palestino, no distinguiendo entre estos y los propiamente jordanos en las estadísticas oficiales, salvo por unos 140.000 palestinos provenientes de la Franja de Gaza, que no tienen acceso a la ciudadanía ni, por lo tanto, al derecho al voto. Por este motivo no hay datos de censos oficiales sobre cuántos de sus habitantes son palestinos; las estimaciones varían entre el 50% y el 80%. Esto supone alrededor de 3 millones de personas, de las que 2.247.768 están registrados como refugiados. Algunos investigadores políticos atribuyen esto a la política jordana de no aumentar la brecha entre los dos grupos principales de población del país: los beduinos originales, que ostentan la mayoría de los cargos de la administración, y los palestinos, que son predominantes en la economía.
Las cifras de UNRWA, la agencia de las Naciones Unidas responsable de los refugiados palestinos, establecen en 504.376 el número de palestinos registrados como refugiados y residiendo en Líbano, lo que supone un 10% del total de la población libanesa. La mayoría de ellos viven todavía en alguno de los 12 campamentos de refugiados distribuidos por todo el país. Por otro lado, un censo específico realizado por las autoridades libanesas en 2017 redujo en gran medida la cifra de refugiados palestinos en Líbano, cifrándola en 174.422 personas. Según este censo, en torno al 45% de los palestinos en Líbano viven en 12 campos de refugiados, mientras que el 55% restante reside en un total de 156 localidades libanesas. Una tercera cifra es la aportada por la Universidad Americana de Beirut, que en 2015 cifraba el número de palestinos en Líbano entre 260.000 y 280.000 personas. Los palestinos que viven en Líbano no están considerados formalmente como extranjeros, pero tampoco como nacionales, por lo que carecen de algunos derechos humanos básicos; por ejemplo, no tienen derecho a tener propiedades, tienen prohibido trabajar en más de 20 profesiones distintas y carecen de acceso a los sistemas educativos y sanitarios.
El número de refugiados palestinos es ligeramente superior en Siria, donde UNRWA calcula que habitan 630 035 palestinos con estatus de refugiado. A diferencia de su situación en Líbano, los palestinos comparten muchos derechos con sus conciudadanos sirios, si bien no tienen concedida la ciudadanía. Sin embargo, los indicadores socioeconómicos hablan de una menor calidad de vida, una mayor tasa de mortalidad infantil y una menor tasa de matriculación escolar entre la población palestina de Siria. Además, la guerra civil siria ha convertido a muchos de ellos en refugiados por segunda vez, dado que han tenido que huir de los campamentos y ciudades en los que se asentaron tras huir o ser expulsados de la Palestina histórica. Miles de ellos han huido a las vecinas Jordania y Líbano.
Egipto tiene una menor población palestina, algo derivado en parte de la ausencia de campos de refugiados palestinos en su territorio; aunque originalmente existieron tres campamentos de UNRWA en Egipto, estos se desmantelaron poco después de su establecimiento y sus habitantes fueron reubicados en la Franja de Gaza, por entonces bajo administración egipcia. La cifra de palestinos residiendo en Egipto se encuentra entre los 50.000 y los 71.000.
En Kuwait vivían 360 000 personas de origen palestino en 2012, de las cuales 280 000 tenían pasaporte jordano y las restantes carecían de él. Se calcula que antes de la guerra del Golfo vivían allí unos 350 000 palestinos, pero muchos de ellos se exiliaron voluntariamente a la llegada de las tropas iraquíes y otros muchos fueron expulsados a la conclusión de dicho conflicto por las autoridades kuwaitíes como consecuencia del apoyo de Yasir Arafat al líder iraquí Sadam Huseín.
Se calcula que hay entre 240 000 y 407 000 personas con origen palestino en Arabia Saudita, país en el que no pueden tener o solicitar la nacionalidad saudí salvo en caso de matrimonio con un ciudadano o ciudadana saudí. Se da la circunstancia de que los palestinos son el único grupo nacional que no tiene la posibilidad de beneficiarse de una ley saudí de 2004 que abría la puerta a la nacionalidad a aquellos extranjeros que hayan vivido más de diez años en el país. En cuanto a Irak, la cifra de palestinos viviendo en dicho país rondaba los 34 000 antes de la guerra de Irak de 2003, la mayoría de los cuales llevaban viviendo allí desde la Nakba; actualmente, se calcula que podrían ser entre 10.000 o 20.000, si bien es difícil calcularlo con exactitud.
Para el resto de países árabes, un grupo cristiano evangelista estadounidense llamado The Joshua Project ofrece las siguientes cifrasː Eritrea, 38 000; Libia, 60 000; Catar, 301 000; Emiratos Árabes Unidos, 92 000; y Yemen, 30 000.

### América
Chile tiene la comunidad palestina más grande fuera del mundo árabe, con entre 400 000 y 500 000 ciudadanos de origen palestino. El motivo de esta importante cantidad de palestinos se encuentra en la continua emigración desde tiempos del Imperio Otomano, con picos coincidentes con la Nakba y con la guerra de los Seis Días. Alrededor del 81% de los inmigrantes palestinos se instaló en Chile entre 1900 y 1930. La población palestina de Chile desciende principalmente de emigrantes cristianos de cuatro localidadesː Belén, Beit Jala, Beit Sahour y Beit Safafa. Hoy en día, los palestinos se encuentran plenamente integrados en la sociedad chilena, algo que se ve reflejado en situaciones tan cotidianas como el fútbol (el Club Deportivo Palestino es un equipo de fútbol de la primera división chilena) o la religión (con la presencia de iglesias ortodoxas).
Un estudio sobre las raíces de los habitantes de Estados Unidos estableció en 2013 que 85 186 ciudadanos estadounidenses son de origen palestino. La mayoría de ellos llegaron a EE. UU. tras la guerra de los Seis Días y la consiguiente ocupación militar de Cisjordania, la Franja de Gaza, Jerusalén Este y los Altos del Golán por parte de Israel. Las principales ciudades en las que se encuentran son Nueva York, Paterson (una parte de la cual se conoce como "Pequeña Ramala"), Phoenix, Miami, Chicago, Detroit y Cleveland, así como en diversas ciudades de California. Por otra parte, según el censo de Canadá de 2011, un total de 31.245 habitantes de Canadá tenían orígenes palestinos.
Para el resto de Latinoamérica, The Joshua Project habla de 1100 palestinos en Argentina, 12 000 en Colombia, 1800 en Guatemala, 27.000 en Honduras, 13 000 en México y 8100 en Panamá.

### Europa
Diversos países europeos contienen también población de origen palestino, siendo el más importante el de Alemania, con unos 200.000 habitantes con dicho origen, seguida del Reino Unido (20.000), Francia (25.000) o Dinamarca (20.000).